# يحيى بن زكريا
يَحيَى بنُ زَكَرِيَّا هو أحد أنبياء بني إسرائيل، نسبه يحيى بن زكريا بن حنَّا ويقال زكريا بن دان ويقال زكريا بن أدن بن مسلم بن صدوق بن محمان بن داود بن سليمان بن مسلم بن صديقة بن برحبة بن ناخور بن سلون بن بهفانيا بن حاش بن أني بن خثعم بن بن سليمان بن داود.
كرّمه الله وهو من سمّاه ﴿يَا زَكَرِيَّا إِنَّا نُبَشِّرُكَ بِغُلَامٍ اسْمُهُ يَحْيَى لَمْ نَجْعَلْ لَهُ مِنْ قَبْلُ سَمِيًّا ۝٧﴾ [مريم:7]،(1) واختلف في سبب تسميته بيحيى، قال ابن عبّاس: لأنّ الله تعالى أحيا به عقر أمّه، وقال قتادة: لأنّ الله أحيا قلبه بالإيمان والنبوّة، وقال الحسين بن الفضل: لأنّ الله أحياه بالطاعة.
أوتي النبوة صَبِيًّا، فكان ينهى النَّاس عن الذنوب ويأمر بالمعروف ويُعمِّد النَّاس ليتخلصوا من الخطايا، وقد أخذ المسيحيون عنه تلك الطريقة في التعميد وسمّوه «يوحنا المعمدان» قيل أنه لمّا ولد رفع إلى السماء ثم أنزل إلى أبيه بعد أن فطم، فكان يضئ البيت لنوره.
علّمه الله الكتاب والحكمة وهو صبي، قال تعالى: ﴿يَا يَحْيَى خُذِ الْكِتَابَ بِقُوَّةٍ وَآتَيْنَاهُ الْحُكْمَ صَبِيًّا ۝١٢﴾ [مريم:12]. وقال عبد الله بن المبارك: قال معمر: قال الصبيان ليحيى بن زكريا: اذهب بنا نلعب. فقال: ما للعب خلقنا. قال: وذلك قوله ﴿وَآتَيْنَاهُ الْحُكْمَ صَبِيّاً﴾.

## يحيى بن زكريا في الإسلام
ذُكر اسم يحيى في القرآن خمس مرات وهي:
1. ﴿فَنَادَتْهُ الْمَلَائِكَةُ وَهُوَ قَائِمٌ يُصَلِّي فِي الْمِحْرَابِ أَنَّ اللَّهَ يُبَشِّرُكَ بِيَحْيَى مُصَدِّقًا بِكَلِمَةٍ مِنَ اللَّهِ وَسَيِّدًا وَحَصُورًا وَنَبِيًّا مِنَ الصَّالِحِينَ ۝٣٩﴾ [آل عمران:39](2)
2. ﴿وَزَكَرِيَّا وَيَحْيَى وَعِيسَى وَإِلْيَاسَ كُلٌّ مِنَ الصَّالِحِينَ ۝٨٥﴾ [الأنعام:85](3)
3. ﴿يَا زَكَرِيَّا إِنَّا نُبَشِّرُكَ بِغُلَامٍ اسْمُهُ يَحْيَى لَمْ نَجْعَلْ لَهُ مِنْ قَبْلُ سَمِيًّا ۝٧﴾(1)
4. ﴿يَا يَحْيَى خُذِ الْكِتَابَ بِقُوَّةٍ وَآتَيْنَاهُ الْحُكْمَ صَبِيًّا ۝١٢﴾ [مريم:12](4)
5. ﴿فَاسْتَجَبْنَا لَهُ وَوَهَبْنَا لَهُ يَحْيَى وَأَصْلَحْنَا لَهُ زَوْجَهُ إِنَّهُمْ كَانُوا يُسَارِعُونَ فِي الْخَيْرَاتِ وَيَدْعُونَنَا رَغَبًا وَرَهَبًا وَكَانُوا لَنَا خَاشِعِينَ ۝٩٠﴾ [الأنبياء:90](5)

وقد رويت قصته مع أبيه زكريا في القرآن في سورة مريم، إذ كان زكريا يناجي الله أن يرزقه ولدًا بعد أن طعن في السن وكانت زوجة زكريا عاقرًا، فوهبه الله يحيى رغم عقم زوجته وكبر سنها.

وجاء ذكره في عدد من الأحاديث النبوية، منها ما رواه أحمد بن حنبل قال: حدثنا عفان، ثنا أبو خلف موسى بن خلف، حدثنا يحيى بن أبي كثير، عن زيد بن سلام، عن جده ممطور، عن الحارث الأشعري أن النَّبِيَّ صلى الله عليه وسلم قَالَ: 
 وهناك أحاديث أخرى لكن فيها الضعيف والمنكر والمدلس.

## صفاته
يحيى أوّل من أقرّ بعيسى عليه السلام وصدّقه فقد كانت أم يحيى تقول لمريم: إنى أرى ما في بطنى يسجد لما في بطنك وكان يحيى أكبر من عيسى بستّة أشهر وقد وصفه كعب الأحبار بقوله: كان يحيى بن زكريّا عليهما السلام حسن الوجه والصّورة، ليّن الجناح، قصير الأصابع، طويل الأنف، مقرون الحاجبين، رقيق الصوت، كثير العبادة، قويّا في طاعة الله عزّ وجلّ وقد ساد الناس في عبادته
وقال إسرائيل: كان عيسى ابن مريم ويحيى بن زكريا ابني خالة وكان عيسى يلبس الصوف، وكان يحيى يلبس الوبر، ولم يكن لواحد منهما دينار ولا درهم، ولا عبد ولا أمة، ولا ما يأويان إليه، أينما جنهما الليل أويا، فلما أرادا أن يتفرقا قال له يحيى : أوصني، قال: لاتغضب، قال لا أستطيع إلا أن أغضب، قال فلا تقتن مالًا، قال أما هذه فعسى.
وَقَدْ ذَكَرُوا أَنَّ يَحْيَى، كَانَ كَثِيرَ الِانْفِرَادِ مِنَ النَّاسِ، إِنَّمَا كَانَ يَأْنَسُ إِلَى الْبَرَارِي، وَيَأْكُلُ مِنْ وَرَقِ الْأَشْجَارِ، وَيَرِدُ مَاءَ الْأَنْهَارِ، وَيَتَغَذَّى بِالْجَرَادِ فِي بَعْضِ الْأَحْيَانِ، وَيَقُولُ: مَنْ أَنْعَمُ مِنْكَ يَا يَحْيَى.
وذكر الله بره بوالديه وطاعته لهما أمراً ونهياً وترك عقوقهما قولاً وفعلاً فقال: ﴿وَبَرّاً بِوَالِدَيْهِ وَلَمْ يَكُنْ جَبَّاراً عَصِيّاً﴾.
وَقَالَ ابْنُ الْمُبَارَكِ، عَنْ وُهَيْبِ بْنِ الْوَرْدِ، قَالَ: «فَقَدَ زَكَرِيَّا ابْنَهُ يَحْيَى ثَلَاثَةَ أَيَّامٍ، فَخَرَجَ يَلْتَمِسُهُ فِي الْبَرِّيَّةِ، فَإِذَا هُوَ قَدِ احْتَفَرَ قَبْرًا وَأَقَامَ فِيهِ يَبْكِي عَلَى نَفْسِهِ. فَقَالَ: يَا بُنَيَّ أَنَا أَطْلُبُكَ مِنْ ثَلَاثَةِ أَيَّامٍ، وَأَنْتَ فِي قَبْرٍ قَدِ احْتَفَرْتَهُ، قَائِمٌ تَبْكِي فِيهِ؟! فَقَالَ: يَا أَبَتِ، أَلَسْتَ أَنْتَ أَخْبَرْتَنِي أَنَّ بَيْنَ الْجَنَّةِ وَالنَّارِ مَفَازَةً لَا تُقْطَعُ إِلَّا بِدُمُوعِ الْبَكَّائِينَ؟ فَقَالَ لَهُ: ابْكِ يَا بُنَيَّ، فَبَكَيَا جَمِيعًا». وَهَكَذَا حَكَاهُ وَهْبُ بْنُ مُنَبِّهٍ، وَمُجَاهِدٌ بِنَحْوِهِ. وَرَوَى ابْنُ عَسَاكِرَ عَنْهُ، أَنَّهُ قَالَ: «إِنَّ أَهْلَ الْجَنَّةِ لَا يَنَامُونَ لِلَذَّةِ مَا هُمْ فِيهِ مِنَ النَّعِيمِ، فَكَذَا يَنْبَغِي لِلصِّدِّيقِينَ أَنْ لَا يَنَامُوا؛ لِمَا فِي قُلُوبِهِمْ مِنْ نَعِيمِ الْمَحَبَّةِ لِلَّهِ. ثُمَّ قَالَ : كَمْ بَيْنَ النَّعِيمَيْنِ وَكَمْ بَيْنَهُمَا. وَذَكَرُوا أَنَّهُ كَانَ كَثِيرَ الْبُكَاءِ، حَتَّى أَثَّرَ الْبُكَاءُ فِي خَدَّيْهِ مِنْ كَثْرَةِ دُمُوعِهِ».
أما قول الله عنه: ﴿وَسَيِّداً وَحَصُوراً وَنَبِيّاً مِنْ الصَّالِحِينَ﴾، فقيل المراد بالحصور الذي لا يأتي النساء. وقيل غير ذلك، وهو أشبه لقوله تعالى ﴿هَبْ لِي مِنْ لَدُنْكَ ذُرِّيَّةً طَيِّبَةً﴾.

## وفاته
لم تذكر الكتب المدة التي عاشها نبي الله يحيى. لكن من المعروف أنه ولد في السنة التي ولد فيها السيد المسيح، وذبح وهو في المحراب تنفيذاً لرغبة هيروديا من قِبل الملك هيرودوس.
وذكروا في قتله أسباباً، من أشهرها أن بعض ملوك ذلك الزمان بدمشق كان يريد أن يتزوج ببعض محارمه أو من لا يحل له تزوّجها، فنهاه يحيى عن ذلك، فبقي في نفسها منه، فلما كان بينها وبين الملك ما يحب منها استوهبت منه دم يحيى، فوهبه لها، فبعث إليها من قتله وجاء برأسه ودمه في طست إليها، فيقال أنها هلكت من فورها وساعتها. وقيل: بل أحبته امرأة ذلك الملك وراسلته فأبى عليها، فلما يئست منه تحايلت في أن استوهبته من الملك، فتمنع عليها الملك، ثم أجابها إلى ذلك، فبعث من قتله وأحضر إليها رأسه ودمه في طست.
ثم اختلف في مقتل يحيى بن زكريا هل كان بالمسجد الأقصى أم بغيره على قولين. فقال الثوري عن الأعمش عن شمر بن عطية قال: قتل على الصخرة التي ببيت المقدس سبعون نبياً منهم يحيى بن زكريا.
وذكر ابن كثير في البداية والنهاية، أنهما ممن قتل قبل تسليط بختنصر على بني إسرائيل، وقد ذكر أيضاً حديثاً في قتلهما، ولكنه ضعفه ونسبه إلى النكارة.
ووردت عدة آثار عن الصحابة والتابعين في قتلهما ذكرها الطبري وابن كثير، والظاهر أنها مأخوذة من أهل الكتاب، ومن أصحها ما روى ابن أبي شيبة في المصنف عن عروة بن الزبير قال: ما قتل يحيى بن زكريا إلا في امرأة بغي قالت لصاحبها لا أرضى عنك حتى تأتيني برأسه، فذهب فأتاها برأسه في طست.
وقال بعضهم أنه رفع إلى السماء استدلالاً بقوله تعالى: ﴿وَسَلَامٌ عَلَيْهِ يَوْمَ وُلِدَ وَيَوْمَ يَمُوتُ وَيَوْمَ يُبْعَثُ حَيًّا ۝١٥﴾ [مريم:15](6)، فقيل أن السلام في الموت معناه أنه لم يقتل.
يوجد مقام للنبي يحيى أو (يوحنا المعمدان) داخل الجامع الأموي في مدينة دمشق، وتوجد كنيسة القديس يوحنا المعمدان في القدس تزار حتى يومنا هذا.

## يحيى بن زكريا في الديانات الأخرى

### يحيى بن زكريا في الصابئة المندائية
يعتبر الصابئة المندائيون يحيى بن زكريا أهم أنبيائهم وآخرهم، ويعتبرونه الشخص الذي أحيى هذه الديانة. وله مكانة سامية جداً بهذه الديانة، ويسمى بيهيا يهانا ويهيا يهانا مصبانا ويعني يحيى الصابئي. ويُنسب إليه كتاب يُسمى تعاليم ومواعظ النبي يحيى، كما وردت فصول بكتاب ديانة الصابئة كنزا ربا يُنسب إضافها للنبي يحيى.

### يحيى بن زكريا في المسيحية
في المسيحية يسمى يوحنا المعمدان (كان يعمّد الناس أي يغسلهم في النهر ليتوبوا عن الخطايا) وهو من عمّد يسوع المسيح.

## هامش
| - 1: سورة مريم، الأية 7. - 2: سورة آل عمران، الأية 39. - 3: سورة الأنعام، الأية 85. | - 4: سورة مريم، الأية 12. - 5: سورة الأنبياء، الأية 90. - 6: سورة مريم، الأية 15. |

## طالع أيضًا
- زكريا
- يوحنا المعمدان
- هيروديا
- هيرودوس أنتيباس

| يحيى بن زكريا |                          |           |
| سبقه زكريا    | الأنبياء في الإسلام يحيى | تبعه عيسى |